# 神宮エミ
神宮 エミ（じんぐう えみ、1985年 - ）は、北海道生まれのバルーンデザイナー、アートディレクター、パフォーマー。
EmiJinguとしてバルーンの無限の可能性をファッションやアートに向けた挑戦を行う。また子供向けバルーンパフォーマー集団 p0p0balloonのプロデューサーを務める。

## 略歴・人物
- 青山学院大学卒業で、小学校の教員免許を持つ。大学在学中からファッションイベントを主催[2]。テレビやCMなどの芸能活動をしていたが、バルーンの一瞬で人を笑顔にする、楽しくするパワーに魅了され、2012年にバルーンの世界へ。2014年から本格的にバルーンの大会にも出場し始め、JBAN19thをはじめ、Twister＆Shout、WBC2016、18年にバルーンアートの全米大会ドレス部門で優勝など国内外で多数の賞を受賞。

## EmiJinguの活動
- EmiJinguとして、2017年にニューヨークでの海外個展を開催。2018年9月に世界ツアー「World Fashion Week Tour 2018 - Color Session in the World」を開催 し、4大ファッションウィーク（ニューヨーク、パリ、ミラノ、ロンドン）の現地にてパフォーマンス。2019年3月にはバンクーバーファッションウィークで世界初バルーンブランドとして、ランウェイでコレクションを発表。メディアにも多数登場。

## p0p0balloonの活動
- 子ども向けのかわいい作品やパフォーマンスが人気を呼び、p0p0（ポポ）として、数多くのイベントにてパフォーマンスをしたり、装飾を行っていた。バルーンを通じてたくさんの笑顔を生んでいきたい、明るくてカラフルな空間を作りたい、バルーンで子供に希望のタネをまく！という想いを元に、日本初のバルーンパフォーマーチーム・p0p0バルーンを結成。2019年10月にp0p0balloonEntertainment合同会社を設立し、プロデューサーとしてブランディングやパフォーマーの育成を行う。

## メディア

### テレビ
- 日本テレビNewsZERO桐谷美玲のコーナー特集
- テレビ朝日「デザインコード」
- 日本テレビ「世界まる見え!テレビ特捜部」おめでたSPゲスト出演
- TBS「林先生が驚く初耳学!」
- 日本テレビ「シューイチ」
- テレビ東京「ココロのエンジン」
- NHKBSプレミアム「みんなDEどーもくん!」
- XperiaCM出演
- 熊本朝日放送「くまパワ」ゲスト出演
- テレビ朝日「お願い!ランキング」
- 札幌テレビ「どさんこワイド」
- 北海道テレビ放送「イチオシ!!」
- News 12 Brooklyn (New York Brooklyn地元ニュース番組)
- テレビ朝日「ジェシカ美術部」

### 新聞
- 北海道新聞
- NY生活
- ニューヨークビズ
- ネットメディア
- 朝日新聞「telling.」
- Instagramjapan
- Time out newyork
- Fashion Tokyo

### ラジオ
- Growing Reed 岡田准一 : J-WAVE 81.3 FM RADIO